# 浄土式庭園

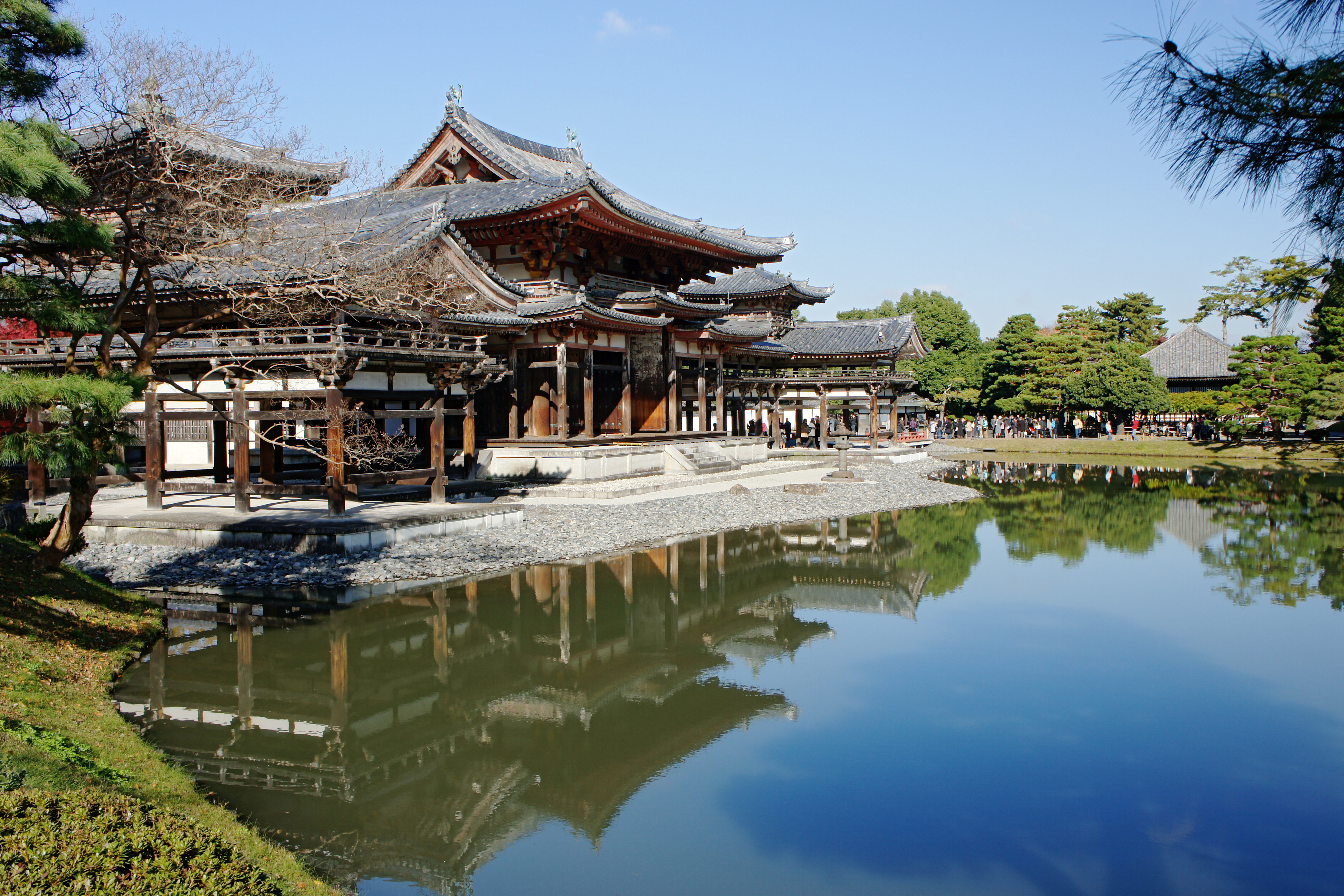
平等院庭園

浄土式庭園（じょうどしきていえん）は、平安時代から鎌倉時代にかけて築造された日本庭園の形式である。学術論文ではよく「浄土庭園」という名称が用いられる。この方式の庭園は、仏教の浄土思想の影響を大きく受けたものであり、平等院鳳凰堂に代表されるように、極楽浄土の世界を再現しようとしたため金堂や仏堂をはじめとした寺院建築物の前に園池が広がる形をとっており、寝殿造形庭園、書院造庭園とともに、自然風景式庭園に分類される庭園形式である。

## 庭園形式の概要

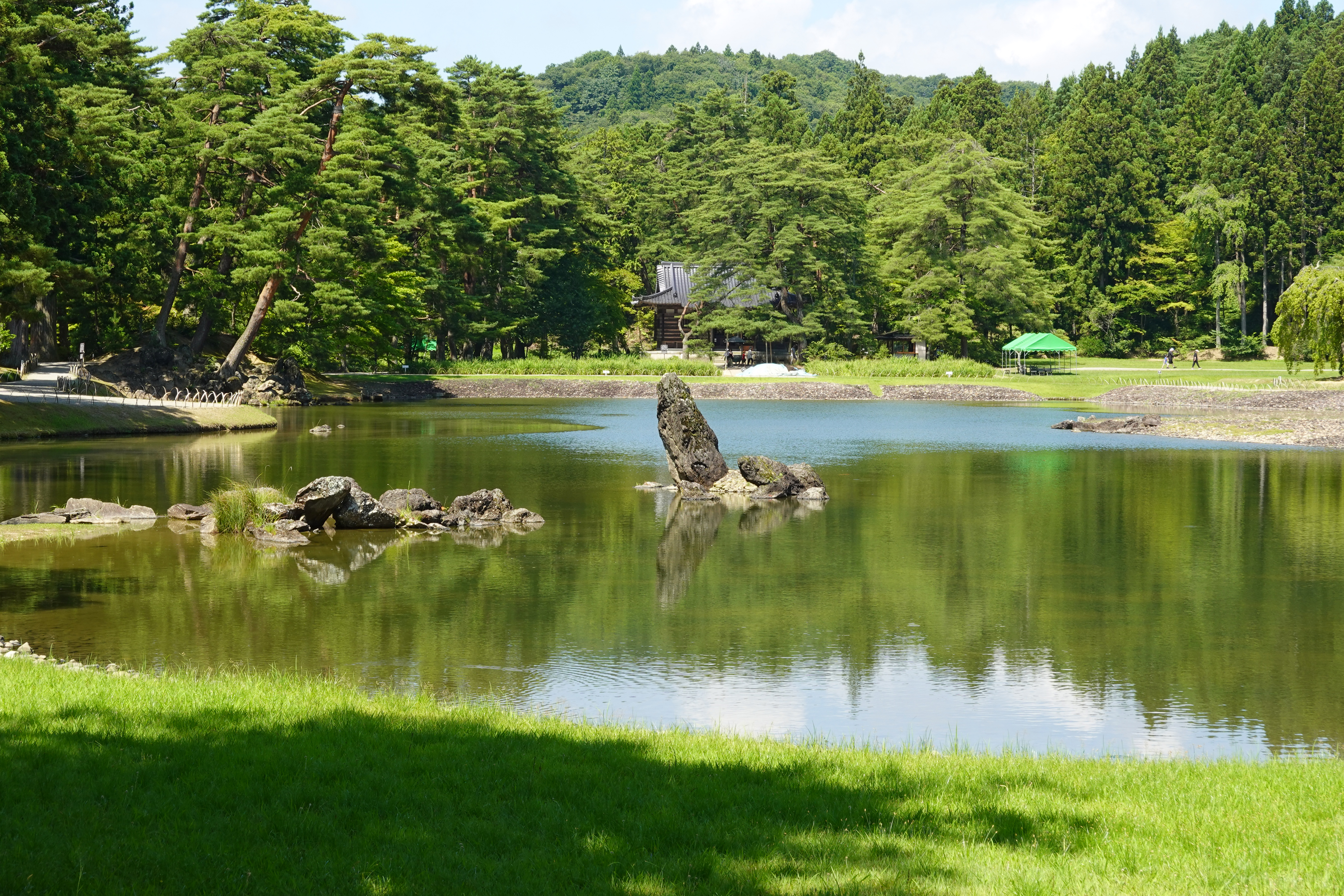
毛越寺庭園

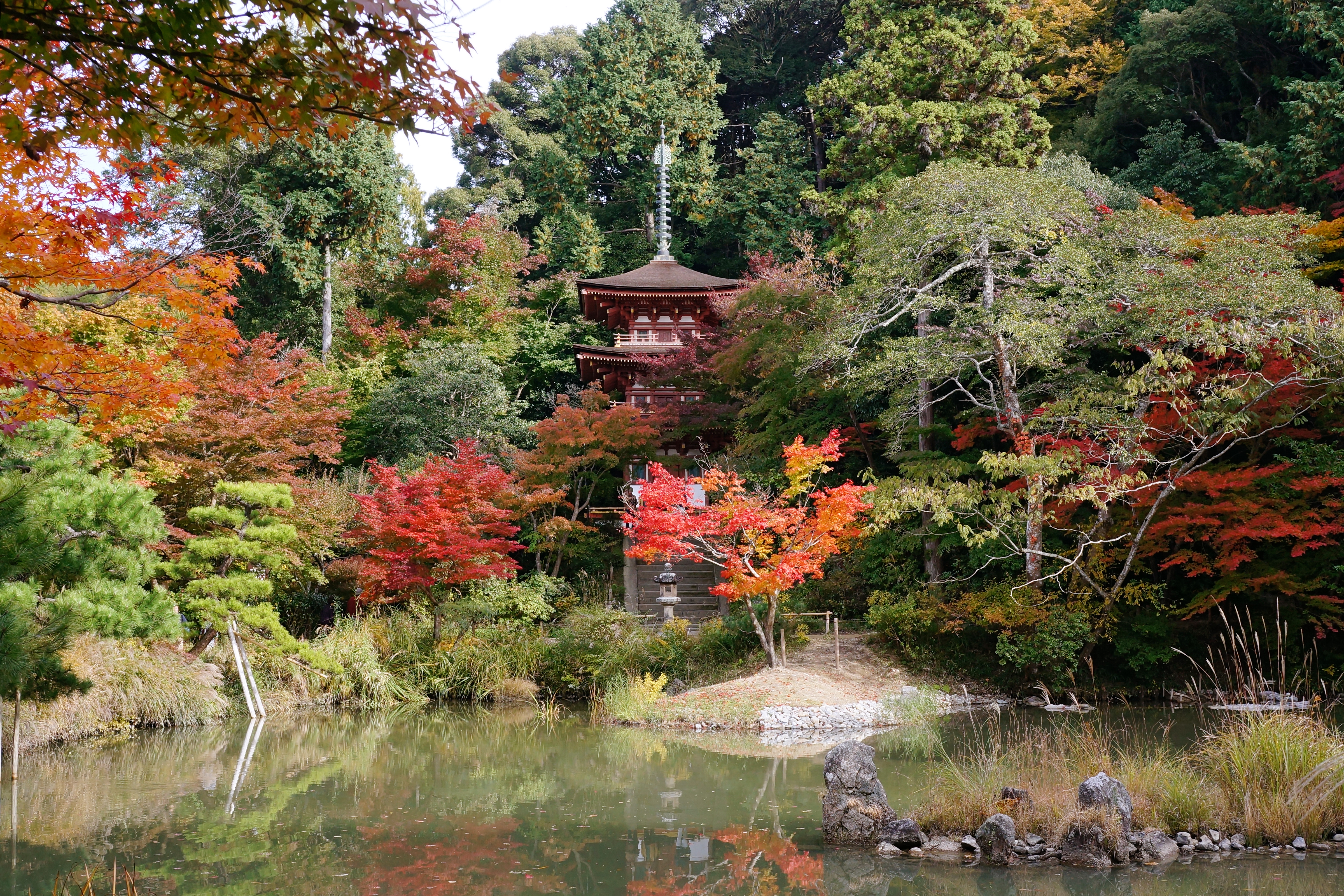
浄瑠璃寺庭園

日本に浄土思想が伝来した時期は早く、仏教が日本に伝来したときとされる538年には同時に中国から朝鮮半島を経て日本に伝来した。この思想が広まり始めるのは奈良時代にはいってからで、このころの思想は平安中期以降のように自分が死後極楽浄土に往生することを願ったのではなく、もっぱら故人を追善する慰霊あるいは自分の両親の報恩的な性格のものとして捉えられていた。
初期の形態は、寺院の主要建築である金堂や阿弥陀堂の前面に池をつくり蓮を植え、花園を設けるなどしたもので、薬師寺や法華寺浄土院など奈良時代にそのきざしがみられる。平安期に流行した寝殿造の庭とは違って、ここでは中心建築が寝殿から阿弥陀堂に変わっている。この形式の伽藍配置には池の占めるウェイトが非常に大きい。華麗な堂塔が池面に映る姿は浄土を空想させたであろう。
11世紀末からおよそ80年間にわたり造営された白河院の鳥羽離宮は平安京の南、鴨川に接した風光明媚な土地で、従来からも別荘地であった。この地に東西1.5キロメートル、南北1キロメートルの区域を占めた離宮がつくられた。池は東西6町、南北8町あり、池に数個の中島が浮かんでいた。白河院が自慢にしていた庭園で、池を中心に南殿、北殿などの住宅と安楽寿院などの堂塔が同居した浄土形式の構成であった。
ほかに藤原道長の法成寺、藤原頼通の平等院など、また阿弥陀堂の東面に池が掘られるという浄瑠璃寺のような場合もある。
この浄土形式の建築と庭は、12世紀初期には京都より遠く離れた東北の平泉に造られ、今も庭園の遺跡をとどめている。中尊寺や藤原基衡のつくった毛越寺は比較的原形をとどめ、新たに石組みも発掘されている。また基衡の夫人がつくった観自在王院、娘のつくった白水阿弥陀堂は、庭園を発掘復原して公開されている。
このほか平安時代中期には池亭をはじめとして法界寺、法勝寺、末期には鳥羽院殿、法金剛院、円成寺、法住寺殿、鎌倉時代には永福寺、北山殿、称名寺など、この形式の庭園事例は比較的多い。

## 各地の主な浄土式庭園
各地の主な浄土式庭園を列記する。
- 毛越寺（岩手県平泉町） - 特別名勝、世界遺産
- 観自在王院（岩手県平泉町） - 名勝、世界遺産
- 無量光院（岩手県平泉町） - 世界遺産
- 白水阿弥陀堂（福島県いわき市） - 国宝
- 円成寺（奈良県奈良市） - 名勝
- 平等院（京都府宇治市） - 名勝、世界遺産
- 浄瑠璃寺（京都府木津川市） - 特別名勝

## 文献
- 多々良美春など、「浄土庭園」の空間構成に関する考察：法成寺及び平等院を事例として、千葉大学園芸学部学術報告